# ホセ・マリア・セバージョス
ホセ・マリア・セバージョス・ベガ（José María Ceballos Vega、1968年9月7日 - ）は、スペイン・カンタブリア州パマネス出身の元サッカー選手。現役時代のポジションはGK。

## 経歴
1987-88シーズン、当時セグンダ・ディビシオンBに所属していたラージョ・カンタブリア (ラシン・サンタンデールのBチーム)でキャリアをスタートさせ、1989-90シーズンからトップチームの正守護神として活躍し始めた。2002-03シーズン終了後に引退するまでラシン・サンタンデール一筋でキャリアを全うし、公式戦出場460試合はクラブ歴代最多出場記録である。

## タイトル
ラシン・サンタンデール
- セグンダ・ディビシオンB : 1回 (1990-91)